# Cipetir (Kadudampit)
Cipetir is een bestuurslaag in het regentschap Sukabumi van de provincie West-Java, Indonesië. Cipetir telt 5716 inwoners (volkstelling 2010).
In Cipetir is een plantage gevestigd geweest waar guttapercha werd geproduceerd.
Blokken guttapercha met daarop het woord "TJIPETIR" spoelen anno 2014 aan op de kusten van Europa. Deze komen waarschijnlijk van een of meer gezonken schepen. De meest waarschijnlijke is de Miyazaki Maru, maar ook de RMS Titanic wordt genoemd.

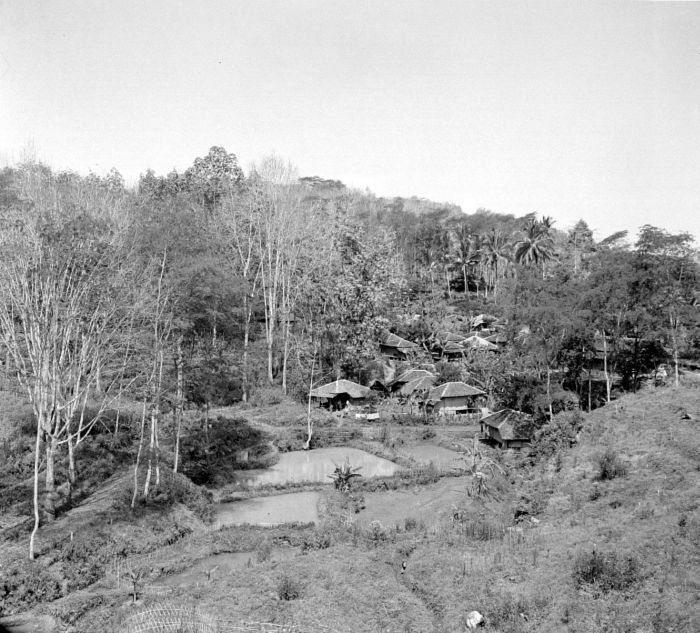
Het dorp Pasir Raronang met visvijvers bij de rubberonderneming Tjipetir ('s-Lands Caoutchoucbedrijf)
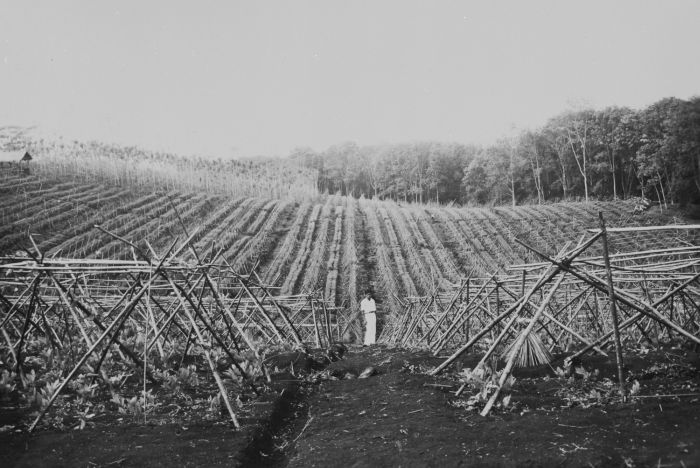
Veld met verschillende soorten pas geplante derris op de Gouvernements Guttapercha Onderneming Tjipetir
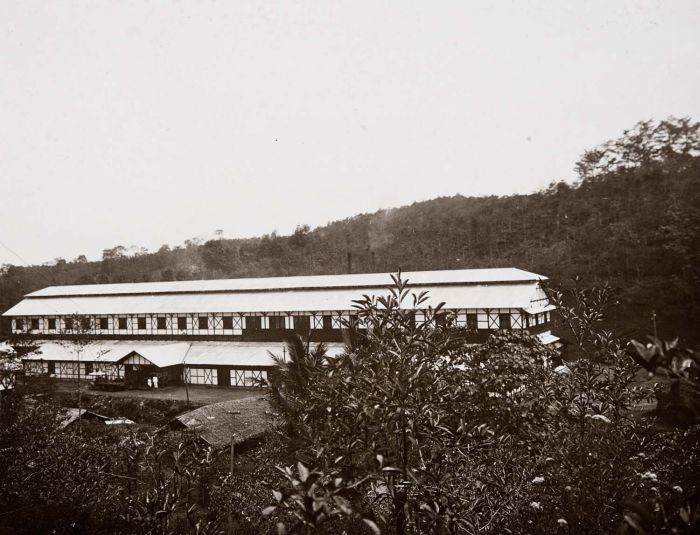
Guttaperchafabriek Tjipetir
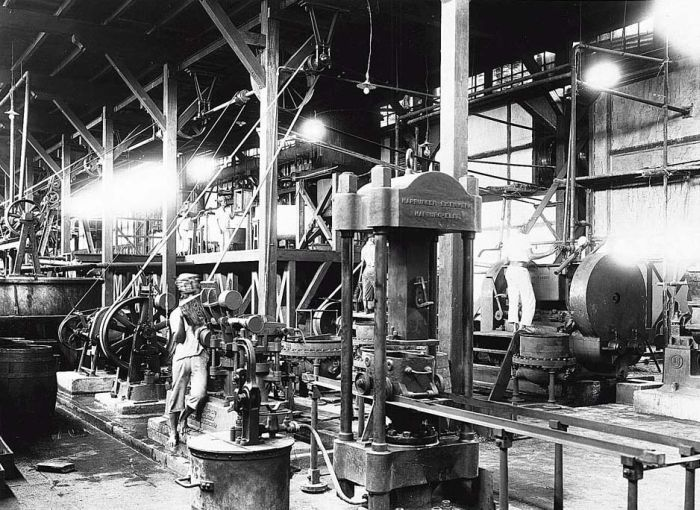
Tjipetir: arbeiders bedienen de machines die de guttapercha wassen en persen
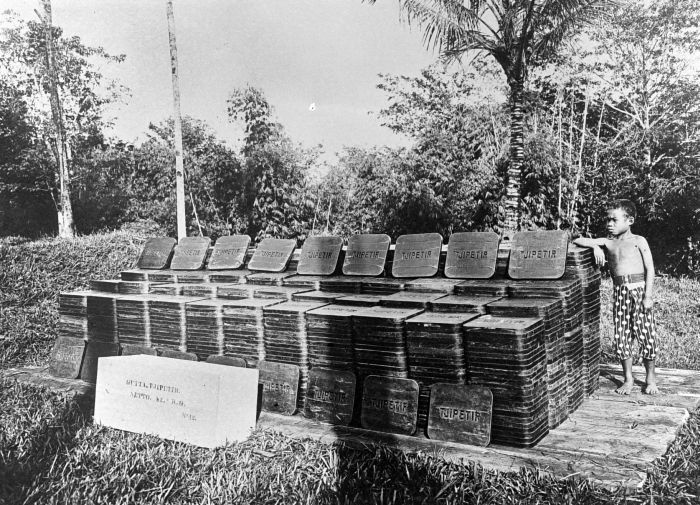
Aflevering product in blokken van onderneming 'Tjipetir'